# Frontière entre la Tchécoslovaquie et la Communauté économique européenne
La frontière entre la Tchécoslovaquie et la Communauté économique européenne était entre le 25 mars 1957, date de la signature du traité de Rome fondateur de la Communauté économique européenne, et le 1er janvier 1993, date de l'éclatement de la Tchécoslovaquie en Tchéquie et Slovaquie, la frontière délimitant les territoires voisins sur lesquels s'exerçait la souveraineté de la Tchécoslovaquie ou de l'un des États alors membres de la Communauté économique européenne.

## Historique

### 1957-1990
Du 25 mars 1957, date de la signature du traité de Rome fondateur de la Communauté économique européenne, au 2 octobre 1990, la frontière euro-tchécoslovaque se superposait à la frontière entre la République fédérale d'Allemagne et la Tchécoslovaquie. Durant la guerre froide, la frontière faisait l'objet d'une importante protection en étant l'une des composantes du « Rideau de fer ».

### 1990-1992
À la suite de la réunification de l'Allemagne le 3 octobre 1990, la frontière entre la Tchécoslovaquie et l'UE, désormais identique à la frontière entre l'Allemagne réunifiée et la Tchécoslovaquie, s'est allongé de ? km pour atteindre 646 km.

### Après 1993
À la suite de l'éclatement de la Tchécoslovaquie le 1er janvier 1993, la frontière entre la Tchécoslovaquie et la CEE a été intégralement remplacée par la frontière entre la République tchèque et l'Union européenne (le changement CEE/UE s'est produit le 1er novembre 1993).

### Depuis 2004
À la suite de l'adhésion de la République tchèque à l'Union européenne le 1er mai 2004, cette frontière a disparu et n'existe donc plus depuis lors.